# Centro storico di Firenze
Il centro storico di Firenze è la parte della città compresa entro i viali di circonvallazione, creati con la demolizione della cerchia delle mura medievali. Dal 1982 questa zona è diventata uno dei patrimoni UNESCO dell'umanità d'Italia. 

## Descrizione

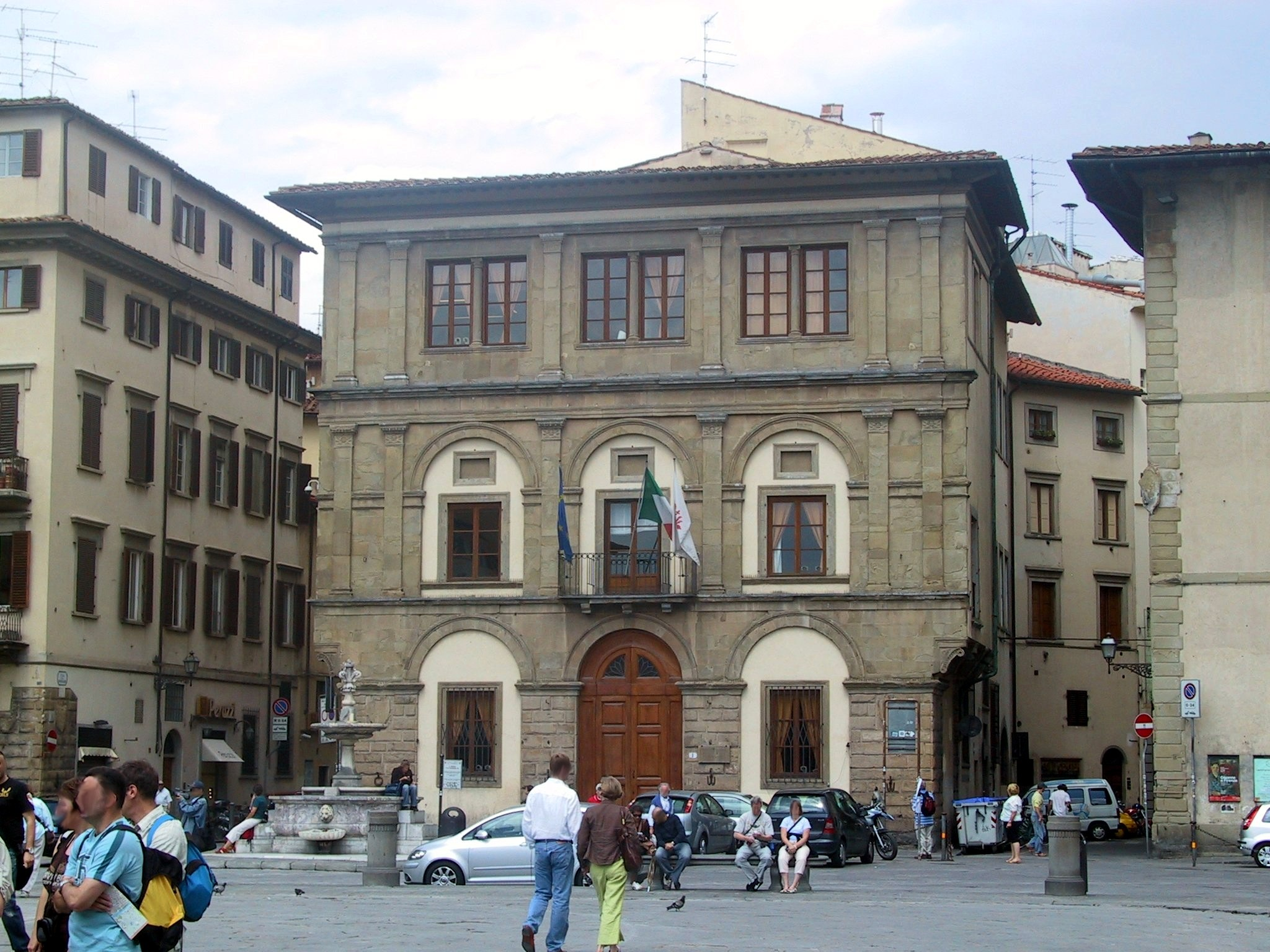
Sede del quartiere 1, Palazzo Cocchi Serristori in piazza Santa Croce

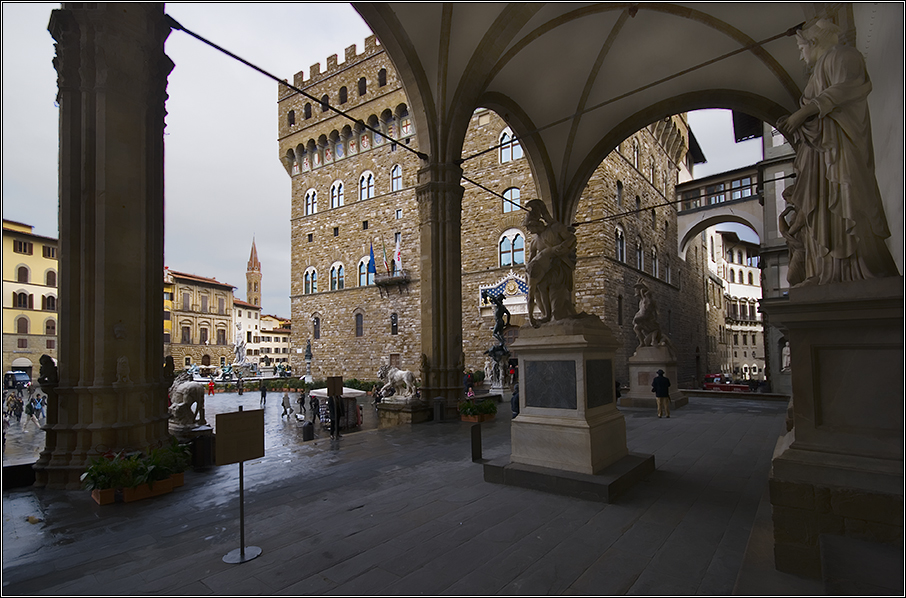
Piazza della Signoria

Patrimonio dell'Umanità riconosciuto dall'UNESCO nel 1982, il centro storico di Firenze, raccoglie i più importanti beni culturali di Firenze. Delimitato dal tracciato della cerchia muraria del XIV secolo, conobbe nei due secoli successivi il suo massimo splendore.
Centro spirituale della città è la piazza del Duomo con la cattedrale di Santa Maria del Fiore affiancata dal campanile di Giotto e fronteggiata dal battistero di San Giovanni con la Porta del Paradiso di Lorenzo Ghiberti.
Da qui verso settentrione ci sono il palazzo Medici Riccardi di Michelozzo, la basilica di San Lorenzo di Filippo Brunelleschi, con all'interno le preziose sagrestie di Donatello e Michelangelo.
Più oltre il Museo di San Marco, con i capolavori del Beato Angelico, la Galleria dell'Accademia che accoglie, tra gli altri lavori, anche il David di Michelangelo (1501-1504) e la piazza della Santissima Annunziata con il Loggiato degli Innocenti del Brunelleschi.
Verso meridione dal Duomo vi è il centro politico-culturale di Firenze con Palazzo Vecchio e la vicina Galleria degli Uffizi, in prossimità della quale si trovano il Museo del Bargello e la basilica di Santa Croce. Attraversando Ponte Vecchio si arriva al quartiere dell'Oltrarno con la reggia di palazzo Pitti e il giardino di Boboli. Ancora in Oltrarno, ci sono la basilica di Santo Spirito di Filippo Brunelleschi e la chiesa di Santa Maria del Carmine, con affreschi di Masolino, Masaccio e Filippino Lippi.
Nella zona ad occidente del Duomo sorgono l'imponente palazzo Strozzi (sede di grandi mostre e di prestigiose istituzioni culturali) e la basilica di Santa Maria Novella, con la facciata ideata da Leon Battista Alberti.
Il centro storico può essere apprezzato nella sua interezza dalle colline d'intorno, in particolar modo dal Forte Belvedere, dal Piazzale Michelangelo con la basilica romanica di San Miniato al Monte, e dalla collina di Fiesole che offre uno dei panorami più suggestivi della vallata dell'Arno.
La parte nord del centro storico è circondata dai viali di Circonvallazione, una serie di grandi viali a sei corsie, ispirati ai boulevard parigini, e creati quando Firenze era capitale d'Italia.
Il centro di Firenze con le sue centinaia di attività commerciali è un paradiso per lo shopping e lo svago, dalle eleganti boutique d'alta moda e i caffè storici da concerto, ai vivaci mercati all'aperto, oltre che ad ospitare numerosissimi locali notturni, discoteche, american-bar e luoghi d'incontro per l'aperitivo (il famoso cocktail Negroni è nato qui).

## Monumenti e luoghi d'interesse

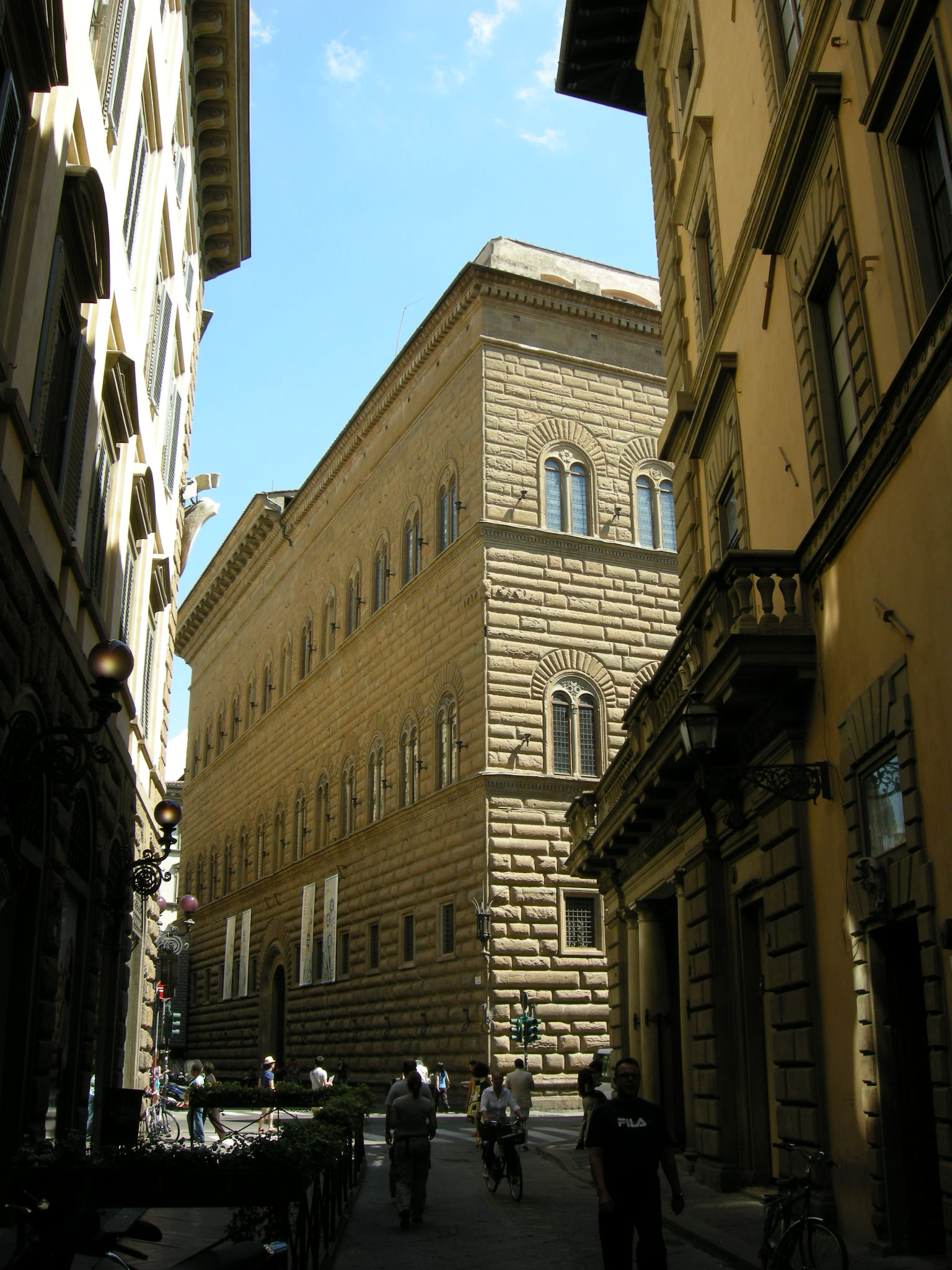
Palazzo Strozzi

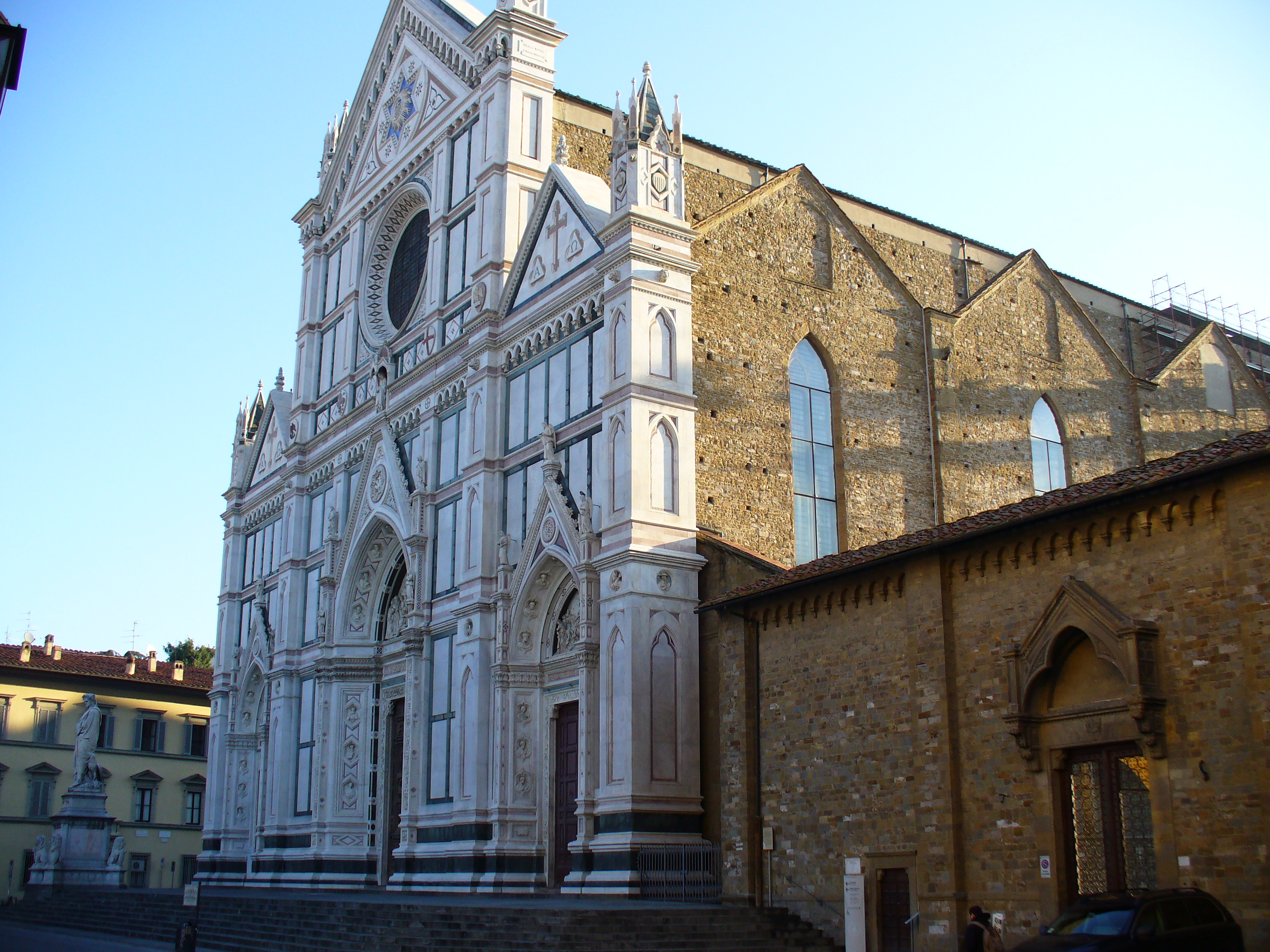
Basilica di Santa Croce

Ecco un elenco sommario dei principali punti attrattivi del centro storico della città toscana.

### Piazze del centro storico
Per un elenco delle principali piazze del centro storico consultare: l'apposita voce.

### Chiese del centro storico
Per un elenco delle principali chiese e basiliche del centro storico consultare: l'apposita voce.

### Palazzi del centro storico
Per un elenco dei principali palazzi del centro storico fiorentino consultare: l'apposita voce.

### Musei
Per un elenco dei musei di Firenze consultare: l'apposita voce.

## Riconoscimenti

### Riconoscimento UNESCO

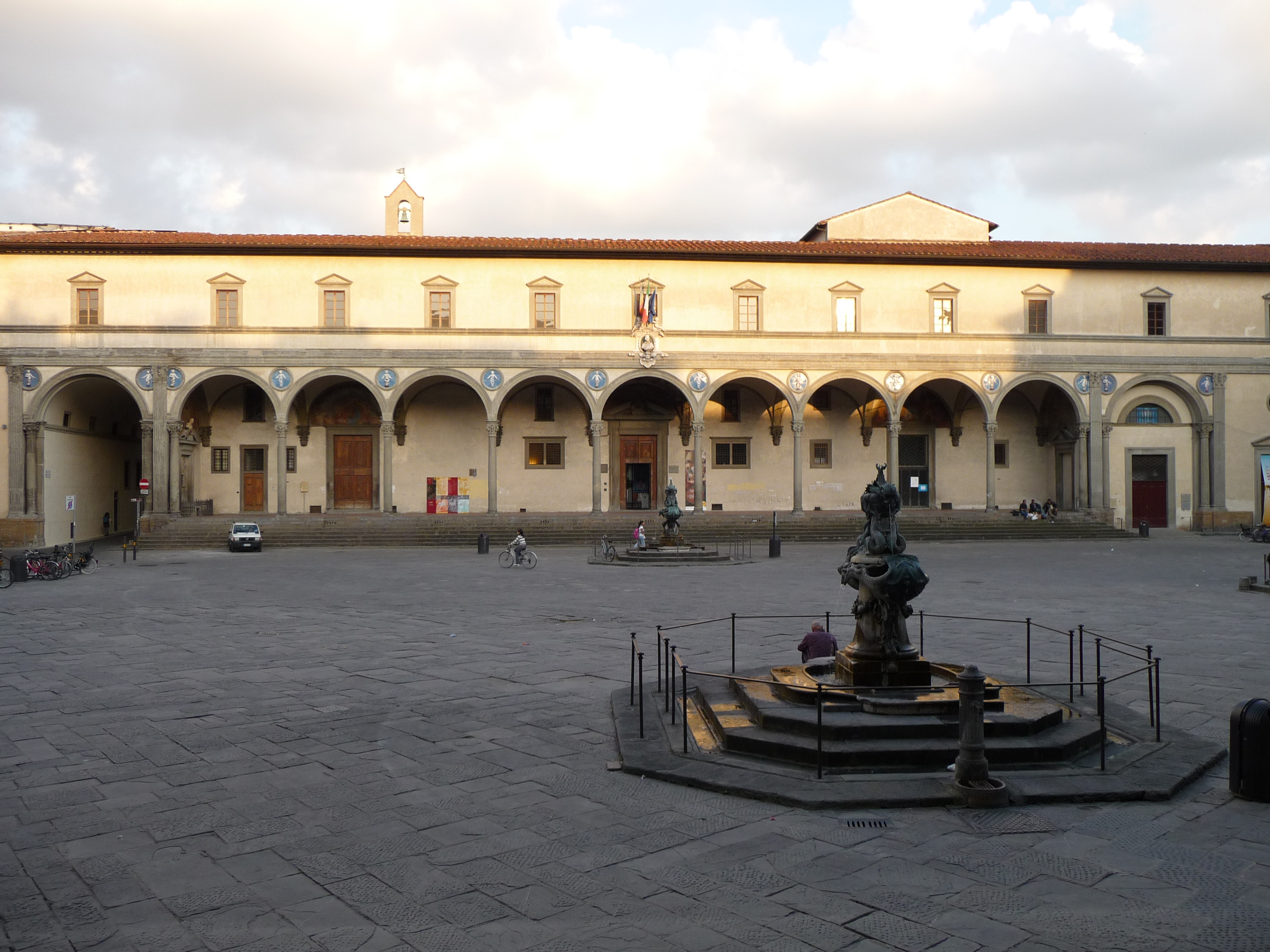
Spedale degli Innocenti

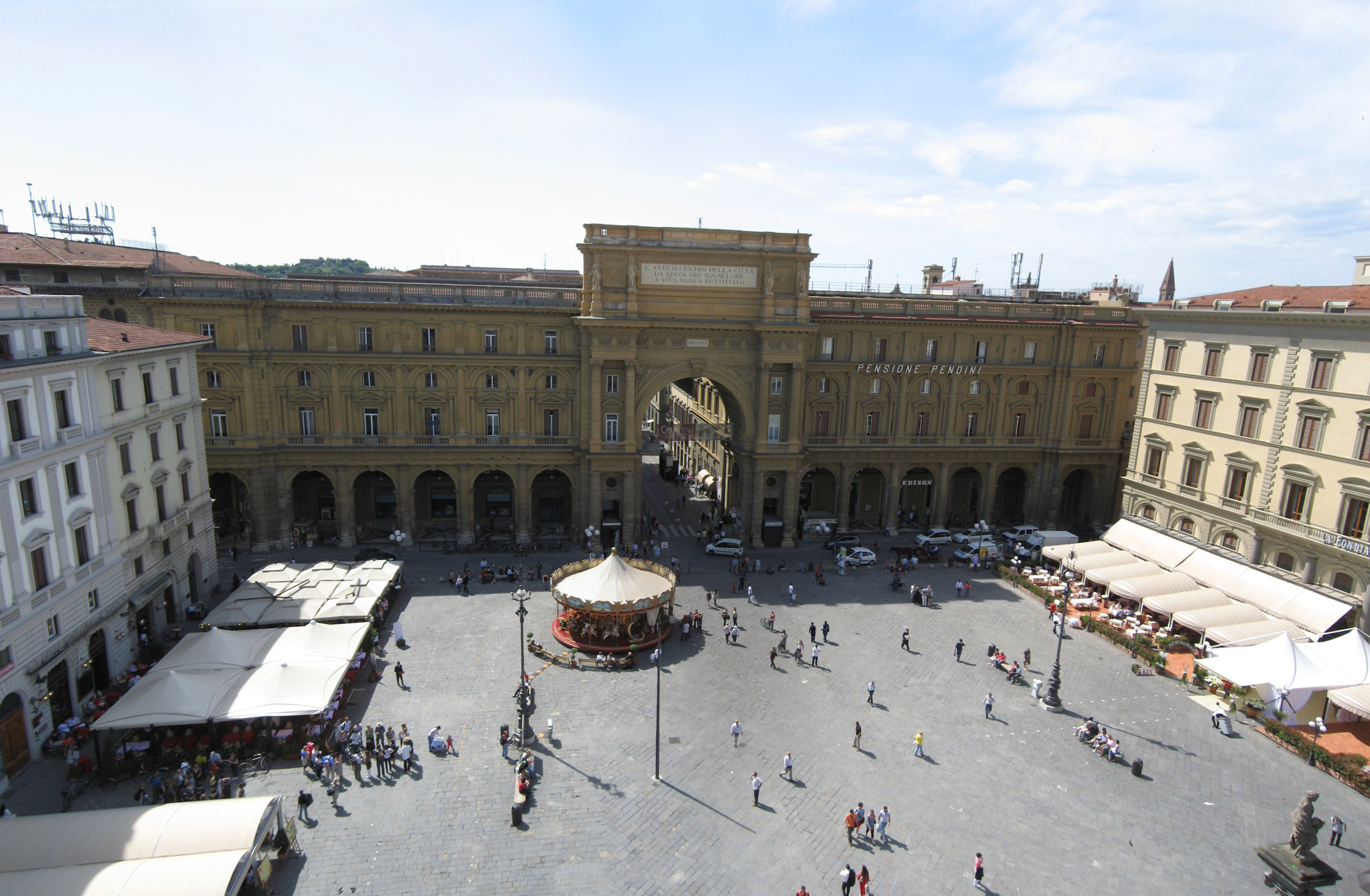
Piazza della Repubblica

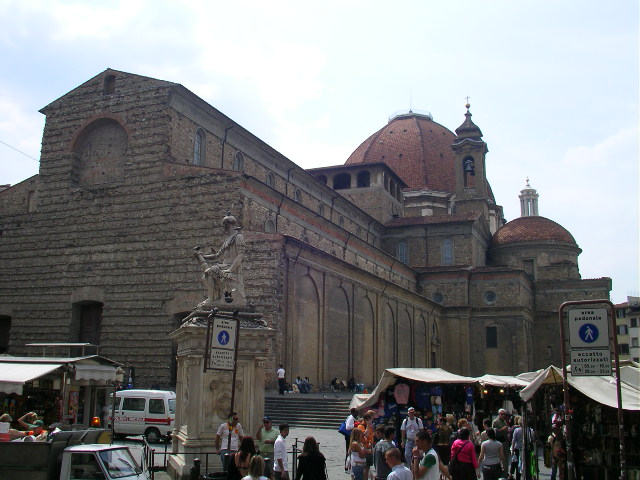
Piazza San Lorenzo

Nel 1982 l'ICOMOS proponeva la candidatura del centro storico di Firenze come Sito del Patrimonio Mondiale, giustificandola attraverso le seguenti motivazioni:
I criteri individuati dall'ICOMOS offrono un quadro generale del centro storico di Firenze ancora efficacemente rappresentativo del sito. Tuttavia si avverte la necessità di fornire una descrizione più approfondita per mettere in luce tutte quelle caratteristiche che hanno reso unico il centro storico di Firenze, pertanto in occasione della compilazione del rapporto periodico UNESCO l'Ufficio Centro Storico ha proposto di ampliare i criteri dell'ICOMOS con il seguente riconoscimento di valore:
L’immagine del centro storico di Firenze, al di là dell’aspetto monumentale, rivive nelle tradizionali botteghe artigiane che da secoli offrono una produzione di alto livello qualitativo, nel rispetto delle antiche tecniche di lavorazione, in particolare nell’ambito dei metalli pregiati come l’oro e l’argento, ma anche nella fusione del bronzo. Inoltre, il centro cittadino si anima di numerosi negozi storici, cioè di esercizi commerciali che possono vantare una più che decennale tradizione del genere merceologico venduto nel medesimo locale o dell’attività esercitata, ma anche la tipicità della produzione. L’artigianato fiorentino e i negozi storici costituiscono testimonianza concreta del passato, garantiscono la continuità della tradizione e consentono di far sopravvivere l’immagine della città antica nei suoi molteplici aspetti.
Firenze con il suo magnifico centro e le colline circostanti, con i loro colori e profumi, diventano la cornice ideale per convivi e passeggiate che consentono di apprezzare l’alto valore paesaggistico della città e del suo territorio. Tutti questi elementi hanno attratto – e continuano ad attrarre - numerosi visitatori che dai tempi del Grand Tour ad oggi hanno attraversato interi continenti per giungere a Firenze, affascinati dalla città e dalla sua immagine ma attratti anche dalle prelibatezze che la tradizione enogastronomica locale propone. I riferimenti ben noti sono il vino, i cibi gustosi, il legame della città con la campagna circostante, luogo di elezione della produzione vinicola sempre più apprezzata anche da ospiti illustri.
Tuttavia, Firenze non può essere considerata una città strettamente chiusa nella contemplazione nostalgica del suo illustre passato, bensì città aperta alle innovazioni ed impegnata nella programmazione del suo avvenire. La sua immagine negli ultimi decenni e soprattutto in seguito allo sviluppo di attività legate al settore della moda, si è andata modificando: accanto all’anima culturale sono sempre più presenti quella commerciale e quella mondana. Firenze evoca un’atmosfera raffinata, unica, è il luogo in cui ci si può dedicare allo shopping elegante, anche se costoso, la cornice privilegiata per presentare le nuove collezioni di alta moda. La promozione di attività di alto livello qualitativo consente a Firenze di rinnovare la sua immagine e di crescere, anche economicamente, creando nuove opportunità per i giovani, ma restando sempre in armonia con il proprio passato.»

### Criteri ICOMOS
ICOMOS would underscore the fact that the historic centre of Florence responds to nearly all the criteria defined by the Convention.
- Criterio 1: the urban complex of Florence is in itself a unique artistic realization, a chef-d'oeuvre absolute, the fruit of a continuous creation over more than six centuries. Leaving aside its museums (the Archaeological Museum, Uffizi, Bargello, Pitti, Galleria dell'Accademia, etc.), the greatest concentration of universally renowned works of art in the world is found here- the Cathedral of Santa Maria del Fiore, the Baptistery and the Campanile of Giotto, Piazza della Signoria dominated by by Palazzo Vecchio and the Palazzo Uffizi, San Lorenzo, Santa Maria Novella, Santa Croce and the Pazzi chapel, the Convent of San Marco which houses paintings of Fra Angelico, Santo Spirito, San Miniato, et'c'c...
- Criterio 2: Since the Quattrocento, Florence has exerted a predominate influence on the development of architecture and the monument arts- first in Italy, and troughout Europe: the artistic principles of the Renaissance were defined there from the beginning of the 15th century by Brunelleschi, Donatello and Masaccio. It was in the Florentin milieu that two universal geniuses of the arts- Leonardo da Vinci and Michelangelo- were formed and asserted.
- Criterio 3: the historic centre of Florence attests in an exceptional manner, and by its unique coherence, to its power as a merchant-city of the Middle Ages and of the Renaissance. From its past, Florence had preserved entire streets, fortified palaces (Palazzo Spini, Palazzo del Podestà, Palazzo della Signoria), logge (Loggia del Bigallo, Loggia dei Lanzi, Loggia degli Innocenti and del Mercato Nuovo), fountains, a marvellous bridge of the 14th century lined with shops, the Ponte Vecchio. Various trades, organized into prosperous arte have left several monuments such as the Or San Michele.
- Criterio 4: Florence, a first-rate economic and political power in Europe from the 14th to the 17th century was covered during that period with prestigious buildings which translated the munificence of the bankers and the princes: Palazzo Rucellai, Palazzo Strozzi, Palazzo Gondi, Palazzo Riccardi-Medici, Palazzo Pandolfini, Palazzo Pitti and the Boboli Gardens- as well as the sacristy of San Lorenzo, the funerary chapel of the Medicis, and the Biblioteca Laurenziana, et'c'c.
- Criterio 6: Florence is materially associated with events of a universal importance. It was in the milieu of the Neo-platonic Academia that the concept of the Renaissance was forged. Florence is the birthplace of modern humanism inspired by Landino, Marsilio Ficino, Pico della Mirandola, etcc...